# Île Saint-Paul (Alaska)
Pour les articles homonymes, voir Île Saint-Paul.
L'île Saint-Paul est la plus grande des îles Pribilof. Elle est située dans la mer de Bering et appartient à l'Alaska (États-Unis). L'île a une population de 532 personnes, habitant tous dans l'unique ville de Saint Paul. Les deux îles les plus proches sont l'île Otter au sud-ouest et l'île Walrus à l'est.
Sa superficie est de 104 km2.

## Histoire

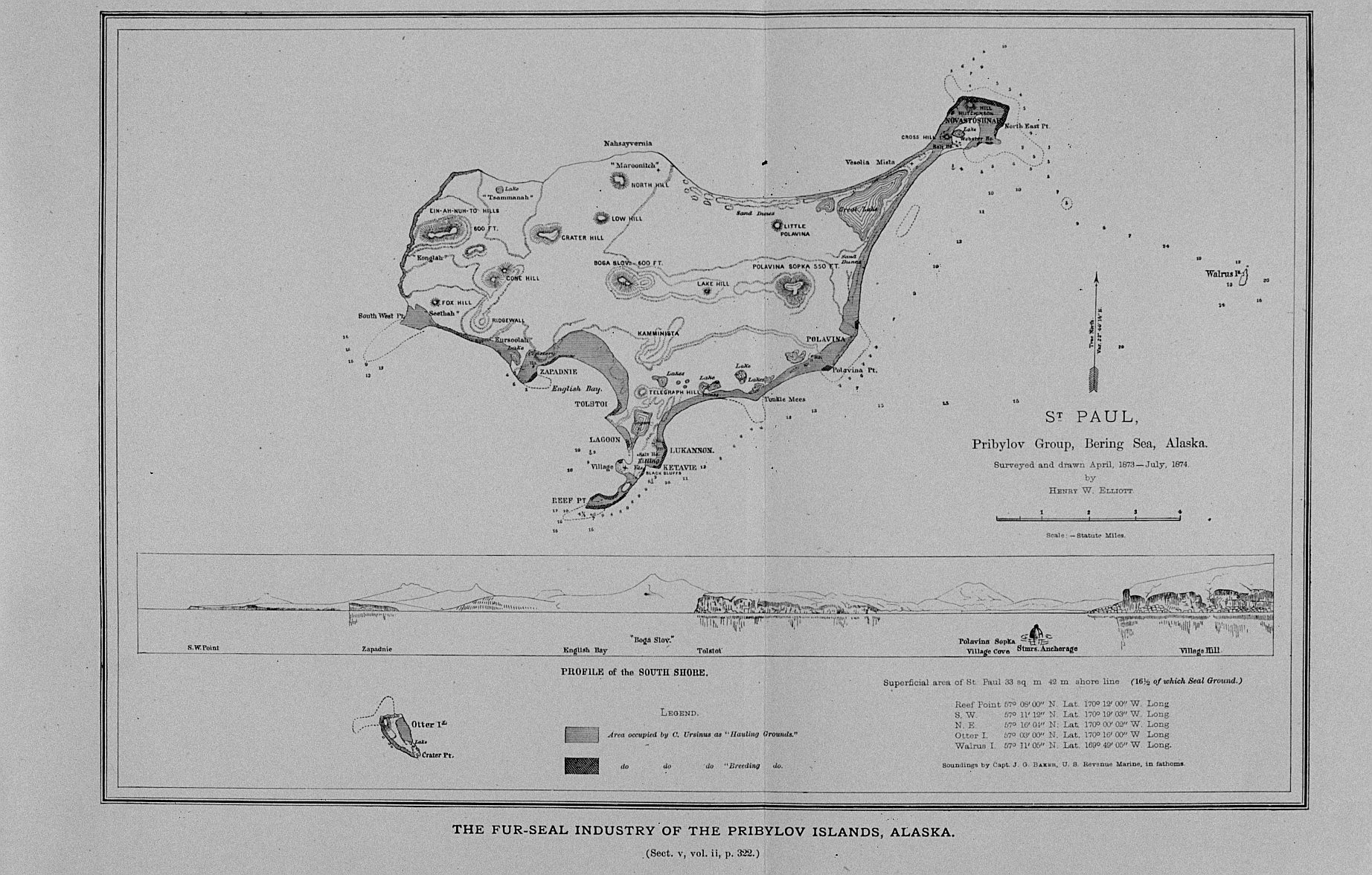
Carte de l'île.

L'île a été découverte le jour de la fête Saint Paul et Saint Pierre, le 12 juin 1788 par Gavriil Pribylov. Les Aléoutes qui constituent le peuple le plus nombreux de l'île sont en majorité des Russes orthodoxes. Les Aléoutes viennent des îles Aléoutiennes, qui se situent quelques centaines de km plus au sud. Au XVIIIe siècle, les Russes qui s'étaient emparés des îles Pribilof, ont contraint quelques Aléoutes à aller dans ces petites îles pour pouvoir chasser le phoque. Ils y ont vécu dans des conditions inhumaines, en faisant tout le travail pour que les Russes puissent revendre les fourrures de phoque à prix d'or.
C'est une des dernières îles dont ont disparu les mammouths laineux il y a 5 600 ans, seule la population de l'île Wrangel au large de la Sibérie leur ayant survécu. Ils seraient morts de soif du fait de la raréfaction de l'eau douce à la suite de la montée des eaux de mer.

## Climat
| Mois                                  | jan.     | fév.     | mars     | avril    | mai      | juin    | jui.    | août            | sep.    | oct.     | nov.     | déc.     | année           |
| ------------------------------------- | -------- | -------- | -------- | -------- | -------- | ------- | ------- | --------------- | ------- | -------- | -------- | -------- | --------------- |
| Température minimale moyenne (°C)     | −5,9     | −6       | −6,2     | −3,3     | 0,2      | 3,7     | 6,8     | 7,8             | 5,5     | 1,8      | −1,1     | −4,1     | −0,1            |
| Température moyenne (°C)              | −3,7     | −3,7     | −3,8     | −1,1     | 2,6      | 6,2     | 8,8     | 9,7             | 7,8     | 4,2      | 1,1      | −1,7     | 2,2             |
| Température maximale moyenne (°C)     | −1,6     | −1,4     | −1,4     | 1,2      | 4,9      | 8,6     | 10,9    | 11,7            | 10,1    | 6,4      | 3,2      | 0,6      | 4,4             |
| Record de froid (°C) date du record   | −32 1919 | −27 1991 | −28 1971 | −22 1976 | −13 1971 | −9 1985 | −2 1961 | −2 1981         | −6 1992 | −11 1983 | −16 2008 | −21 1916 | −32 1919        |
| Record de chaleur (°C) date du record | 9 1916   | 7 1917   | 10 1980  | 9 2020   | 15 1997  | 17 2000 | 18 2008 | 19 1987 et 2020 | 17 1925 | 12 1916  | 10 1915  | 11 1936  | 19 1987 et 2020 |
| Précipitations (mm)                   | 40,9     | 36,3     | 32,8     | 26,4     | 25,9     | 33,3    | 50,3    | 77,7            | 76,2    | 84,3     | 75,4     | 58,4     | 617,9           |
| dont neige (cm)                       | 42,7     | 30,2     | 24,4     | 14,7     | 2        | 0       | 0       | 0               | 0       | 4,1      | 17,8     | 29,7     | 165,6           |
| Nombre de jours avec précipitations   | 17,3     | 16,2     | 14,2     | 12,2     | 12,3     | 11,4    | 14,1    | 17,8            | 19,5    | 22,4     | 23       | 21,4     | 201,8           |
| Nombre de jours avec neige            | 15,3     | 13,8     | 13       | 9,4      | 2,2      | 0       | 0       | 0               | 0,1     | 3,4      | 10,9     | 15       | 83,1            |

| Diagramme climatique                                  |            |              |             |            |            |             |             |             |            |             |             |
| J                                                     | F          | M            | A           | M          | J          | J           | A           | S           | O          | N           | D           |
| −1,6−5,940,9                                          | −1,4−636,3 | −1,4−6,232,8 | 1,2−3,326,4 | 4,90,225,9 | 8,63,733,3 | 10,96,850,3 | 11,77,877,7 | 10,15,576,2 | 6,41,884,3 | 3,2−1,175,4 | 0,6−4,158,4 |
| Moyennes : • Temp. maxi et mini °C • Précipitation mm |            |              |             |            |            |             |             |             |            |             |             |